# 吴菊萍
吴菊萍（1980年—），浙江嘉兴人，阿里巴巴员工，居住于杭州市滨江区。因其2011年7月3日徒手接住坠楼儿童而被网友称为“最美妈妈”。

## 相关事件
2011年7月3日中午，杭州一名2岁女童从一幢居民楼的10层坠下，在这千钧一发之际，路过此地的吴菊萍冲向居民楼，接住了坠落的孩子。最后，孩子在砸中吴菊萍的手臂后掉入草坪中，而吴菊萍本人亦被砸导致粉碎性骨折。但是坠楼女孩则陷入昏迷，情况不容乐观，数天后，其情况有所好转。据称，吴菊萍在接住孩子的一瞬间相当于承受了335.4千克的重量，并且如果有一点点偏差即有可能因砸中其颈部导致其死亡。

## 社会反响
在该时间被网友拍摄并上传至网络后，引起了网民强烈的反响，被称为“最美妈妈”。此外，吴菊萍也被官方授予“见义勇为积极分子”称号并获得5万元奖金，阿里巴巴集团也给予其20万元奖金。阿里巴巴集团董事局主席兼CEO马云称“瞬间的行为，表现内心的最真实。”
此事件也引起了一些针对社会上存在的冷漠现象的反思。同时，有些媒体评论认为社会应当给予见义勇为者更多的人性关怀和制度上的鼓励。